# Jason Stoltenberg
Jason Stoltenberg (ur. 4 kwietnia 1970 w Narrabri) – australijski tenisista i trener tenisa, reprezentant w Pucharze Davisa, olimpijczyk z Atlanty (1996).

## Kariera tenisowa
Treningi tenisowe Stoltenberg rozpoczął w wieku 10 lat. Startując w gronie juniorów osiągał sukcesy zostając mistrzem gry pojedynczej chłopców na Australian Open w 1987 roku. W tym samym sezonie awansował do finałów juniorskich edycji French Open i Wimbledonu, natomiast sezon zakończył na pozycji lidera rankingu światowego juniorów. W turniejach gry podwójnej chłopców wygrał dwukrotnie Australian Open i Wimbledon, w latach 1987 i 1988, a w 1988 roku French Open. Wszystkie te triumfy odniósł w parze z Toddem Woodbridge.
Jako zawodowy tenisista Stoltenberg występował w latach 1987–2001.
W 1989 roku Australijczyk osiągnął pierwszy finał w cyklu ATP World Tour, ulegając jednak w Livingston Bradowi Gilbertowi. Pierwszy tytuł ATP World Tour Stoltenberg wygrał w czerwcu 1993 roku, kiedy w finale w Manchesterze pokonał Wally'ego Masura.
Sezon 1994 okazał się najlepszy w karierze Australijczyka. Drugie zwycięstwo turniejowe odniósł na amerykańskich kortach ziemnych w Birmingham, gdzie pokonał w finale Gabriela Markusa. Latem, w cyklu turniejów przygotowawczych do US Open zaliczył finały w Waszyngtonie oraz w Toronto, półfinał w Los Angeles i ćwierćfinał w Cincinnati, pokonując takich rywali jak Andre Agassi, Jim Courier, Andrij Medwediew, Marc Rosset, Wayne Ferreira. W październiku 1994 roku Stoltenberg osiągnął najwyższą w karierze pozycję rankingową – nr 19 na świecie.
Trzeci singlowy tytuł tenisista australijski wywalczył w maju 1996 roku, triumfując w Coral Springs, po finałowym zwycięstwie nad Chrisem Woodruffem. Kilka miesięcy później zaliczył najlepszy start w imprezie wielkoszlemowej, dochodząc do półfinału Wimbledonu, gdzie wyeliminował m.in. Gorana Ivaniševicia. Pojedynek o uczestnictwo w finale Stoltenberg przegrał z  Richardem Krajickiem, który sięgnął po końcowe zwycięstwo. Wimbledoński półfinał pozwolił Stoltenbergowi na start w turnieju o Puchar Wielkiego Szlema, gdzie jednak Australijczyk uległ w 1 rundzie Borisowi Beckerowi.
Wiosną 1997 roku Stoltenberg odniósł sukcesy w cyklu turniejów na amerykańskich kortach ziemnych, zaliczając kolejno półfinał w Orlando, finał w Atlancie i wygraną w Coral Springs.
W 1998 roku Stoltenberg wystąpił w trzech finałach turniejowych, pozostał jednak bez zwycięstwa, ulegając w Adelaide Lleytonowi Hewittowi, w Scottsdale Andre Agassiemu, w Atlancie Pete'owi Samprasowi.
Do kolejnego finału Australijczyk dotarł w styczniu 2000 roku w Sydney przegrywając z Lleytonem Hewittem,  a w kwietniu doszedł do finału w Atlancie, gdzie nie sprostał w decydującym pojedynku Andrew Ilie. W połowie 2001 roku Stoltenberg po raz ostatni zagrał w męskim cyklu, podczas Wimbledonu, gdzie uległ Juanowi Carlosowi Ferrero.
Do czterech tytułów singlowych Stoltenberga należy doliczyć pięć zwycięstw w grach podwójnych (ponadto sześć razy przegrywał w finałach). W marcu 1991 zajmował 23. miejsce w światowym rankingu deblistów. Występował przede wszystkim w parach z rodakami, był m.in. przez kilka lat partnerem Todda Woodbridge'a. Cztery razy dochodził do ćwierćfinałów wielkoszlemowych w deblu – w 1990 roku na French Open i Wimbledonie (z Woodbridge), w 1991 roku w Australian Open (z Wallym Masurem), w 1996 roku również w Australian Open (ze Scottem Draperem).
Stoltenberg reprezentował Australię w Pucharze Davisa oraz na igrzyskach olimpijskich w Atlancie w 1996 roku. W składzie reprezentacji o Puchar Davisa debiutował w 1989 roku, przegrywając z Jaime Yzagą. W 1993 roku miał udział w awansie Australii do finału Pucharu Davisa (w półfinale z Indiami pokonał m.in. Leandera Paesa), ale w spotkaniu finałowym przeciwko Niemcom uległ zarówno Michaelowi Stichowi (po pięciosetowej walce), jak i Marcowi-Kevinowi Goellnerowi. W 1996 roku w walce o grupę światową Pucharu Davisa z Chorwatami pokonał Gorana Ivaniševicia. Po raz ostatni Stoltenberg wystąpił w reprezentacji w 1998 roku, zdobywając dwa punkty singlowe w meczu z Uzbekistanem. Łącznie rozegrał 14 pojedynków, z czego wygrał 9; nie występował w deblu. Na turnieju olimpijskim w Atlancie w 1996 roku doszedł w grze pojedynczej do 2 rundy, eliminując najpierw Sule Ladipo, a odpadł po porażce z Kennethem Carlsenem.
Po zakończeniu kariery zajął się pracą trenerską, był m.in. jednym z trenerów Lleytona Hewitta w latach 2001–2003.
Praworęczny zawodnik, bekhend grał jedną ręką i preferował styl ofensywny, chociaż radził sobie także na wolnej nawierzchni ziemnej (znacznie lepiej grał jednak na nieco szybszej odmianie amerykańskiej kortów ziemnych). Ze względu na kłopoty ze wzrokiem występował na korcie w okularach lub szkłach kontaktowych.

### Finały w turniejach ATP World Tour
| Nazwa                              |
| ---------------------------------- |
| Wielki Szlem                       |
| Igrzyska olimpijskie               |
| ATP World Tour World Championships |
| ATP Super 9                        |
| ATP Championship Series            |
| ATP World Series                   |

#### Gra pojedyncza (4–9)
| Końcowy wynik | Nr | Data             | Turniej       | Nawierzchnia | Przeciwnik        | Wynik finału        |
| ------------- | -- | ---------------- | ------------- | ------------ | ----------------- | ------------------- |
| Finalista     | 1. | 13 sierpnia 1989 | Livingston    | Twarda       | Brad Gilbert      | 4:6, 4:6            |
| Zwycięzca     | 1. | 20 czerwca 1993  | Manchester    | Trawiasta    | Wally Masur       | 6:1, 6:3            |
| Zwycięzca     | 2. | 17 kwietnia 1994 | Birmingham    | Ceglana      | Gabriel Markus    | 6:3, 6:4            |
| Finalista     | 2. | 24 lipca 1994    | Waszyngton    | Twarda       | Stefan Edberg     | 4:6, 2:6            |
| Finalista     | 3. | 31 lipca 1994    | Toronto       | Twarda       | Andre Agassi      | 4:6, 4:6            |
| Zwycięzca     | 3. | 19 maja 1996     | Coral Springs | Ceglana      | Chris Woodruff    | 7:6(4), 2:6, 7:5    |
| Finalista     | 4. | 4 maja 1997      | Atlanta       | Ceglana      | Marcelo Filippini | 6:7(2), 4:6         |
| Zwycięzca     | 4. | 11 maja 1997     | Coral Springs | Ceglana      | Jonas Björkman    | 6:0, 2:6, 7:5       |
| Finalista     | 5. | 11 stycznia 1998 | Adelaide      | Twarda       | Lleyton Hewitt    | 6:3, 3:6, 6:7(4)    |
| Finalista     | 6. | 8 marca 1998     | Scottsdale    | Twarda       | Andre Agassi      | 4:6, 6:7(3)         |
| Finalista     | 7. | 3 maja 1998      | Atlanta       | Ceglana      | Pete Sampras      | 7:6(2), 3:6, 6:7(4) |
| Finalista     | 8. | 16 stycznia 2000 | Sydney        | Twarda       | Lleyton Hewitt    | 4:6, 0:6            |
| Finalista     | 9. | 16 kwietnia 2000 | Atlanta       | Ceglana      | Andrew Ilie       | 3:6, 5:7            |

#### Gra podwójna (5–6)
| Końcowy wynik | Nr | Data             | Turniej       | Nawierzchnia    | Partner         | Przeciwnicy                    | Wynik finału  |
| ------------- | -- | ---------------- | ------------- | --------------- | --------------- | ------------------------------ | ------------- |
| Finalista     | 1. | 17 kwietnia 1988 | Madryt        | Ceglana         | Todd Woodbridge | Sergio Casal Emilio Sánchez    | 7:6, 6:7, 3:6 |
| Finalista     | 2. | 22 kwietnia 1990 | Seul          | Twarda          | Todd Woodbridge | Grant Connell Glenn Michibata  | 6:7, 4:6      |
| Zwycięzca     | 1. | 6 maja 1990      | Singapur      | Twarda          | Mark Kratzmann  | Brad Drewett Todd Woodbridge   | 6:1, 6:0      |
| Zwycięzca     | 2. | 24 czerwca 1990  | Manchester    | Trawiasta       | Mark Kratzmann  | Nick Brown Kelly Jones         | 6:3, 2:6, 6:4 |
| Zwycięzca     | 3. | 30 września 1990 | Brisbane      | Twarda          | Todd Woodbridge | Brian Garrow Mark Woodforde    | 2:6, 6:4, 6:4 |
| Zwycięzca     | 4. | 10 lutego 1991   | San Francisco | Dywanowa (hala) | Wally Masur     | Ronnie Båthman Rikard Bergh    | 4:6, 7:6, 6:4 |
| Finalista     | 3. | 5 stycznia 1992  | Adelaide      | Twarda          | Mark Kratzmann  | Goran Ivanišević Marc Rosset   | 6:7, 6:7      |
| Zwycięzca     | 5. | 16 stycznia 1993 | Sydney        | Twarda          | Sandon Stolle   | Luke Jensen Murphy Jensen      | 6:3, 6:4      |
| Finalista     | 4. | 18 kwietnia 1993 | Hongkong      | Twarda          | Sandon Stolle   | Todd Woodbridge Mark Woodforde | 1:6, 3:6      |
| Finalista     | 5. | 23 kwietnia 1995 | Bermudy       | Ceglana         | Brett Steven    | Grant Connell Todd Martin      | 6:7, 6:2, 5:7 |
| Finalista     | 6. | 12 lipca 1998    | Newport       | Trawiasta       | Scott Draper    | Doug Flach Sandon Stolle       | 2:6, 6:4, 6:7 |